# Kongens Fødselsdag 1941
|  | Denne artikel er oprettet af botten Steenthbot ud fra en ekstern database. Den kan derfor have sproglige fejl eller mangler. Denne skabelon kan fjernes efter kontrol af indholdet. |

Kongens Fødselsdag 1941 er en dansk dokumentarisk optagelse fra 1941.

## Handling
Christian X. Amalienborg København d. 26. sept. 1941.

## Medvirkende
- Kong Christian X